# Mircea Șimon
Mircea Șimon (ur. 22 stycznia 1954 w Bukareszcie) – rumuński bokser, wicemistrz olimpijski z 1976.
Mircea Șimon walczył w wadze ciężkiej (powyżej 81 kg). Na mistrzostwach Europy w 1975 w Katowicach zdobył brązowy medal po przegranej w półfinale z Andrzejem Biegalskim przez nokaut.
Na igrzyskach olimpijskich w 1976 w Montrealu zdobył srebrny medal po przegranej przed czasem w finale z Teófilo Stevensonem z Kuby.  Na mistrzostwach Europy w 1977 w Halle ponownie zdobył brązowy medal po przegranej w półfinale z Jewgienijem Gorstkowem reprezentującym ZSRR. 
Simon był mistrzem Rumunii w 1974 (w wadze półciężkiej), 1975, 1976 i 1977.
W 1978 Simon przeszedł na zawodowstwo, ale nie odniósł znaczących sukcesów. Stoczył 14 walk, z których wygrał 12 (10 przez nokaut), 1 przegrał i 1 zremisował. Zakończył karierę w 1979.